# Exocentrus unicoloripennis
Exocentrus unicoloripennis är en skalbaggsart som beskrevs av Stefan von Breuning 1958. Exocentrus unicoloripennis ingår i släktet Exocentrus och familjen långhorningar.
Artens utbredningsområde är Kenya. Inga underarter finns listade i Catalogue of Life.